# Habronattus ballatoris
Habronattus ballatoris är en spindelart som beskrevs av Griswold 1987. Habronattus ballatoris ingår i släktet Habronattus och familjen hoppspindlar. Inga underarter finns listade i Catalogue of Life.